# أناستاسيوس الأول (بابا)
البابا القديس أناستاسيوس الأول (باللاتينية: Anastasius I) ـ (؟ ـ 19 ديسمبر 401) هو بابا الكنيسة الكاثوليكية من 27 نوفمبر 399 إلى سنة 401.
أدان أناستاسيوس الأول كتابات اللاهوتي السكندري أوريجانوس بعد فترة وجيزة من ترجمتها إلى اللغة اللاتينية، وظل يحارب هذه الكتابات طوال بابويته، كما عقد سنة 400 مجلسًا لمناقشة هذه الكتابات، انتهى إلى أن أوريجانوس ليس مخلصًا للكنيسة الكاثوليكية.
كما حض أناستاسيوس الأول أثناء بابويته كاثوليك شمال أفريقيا على نبذ الدوناتية ومناهضتها.
ويذكر أيضًا أن البابا أناستاسيوس الأول هو الذي أمر القساوسة بالوقوف وإحناء رؤوسهم أثناء تلاوتهم للإنجيل.
كان من بين أصدقاء البابا أناستاسيوس الأول القديسون أوغسطينوس وجيروم وباولينوس. وقد توفي في 19 ديسمبر 401 ودُفن في سرداب بونتيان، وخلفه ابنه إينوسنت الأول، الذي وُلد قبل أن يدخل أناستاسيوس سلك الكهنوت.